# Bizzarrini
La Bizzarrini è stata un'azienda italiana operante nel settore automobilistico fondata nel 1964 da Giotto Bizzarrini. Fondata a Livorno col nome di Prototipi Bizzarrini diventa Bizzarrini S.p.a. nel 1966 per poi chiudere, dopo breve vita, nel 1969. Il nome è riapparso negli anni successivi associato a iniziative di vario tipo e a nuovi tentativi d'industrializzazione, senza portare a risultati di particolare rilievo.

## Storia
Dopo aver lavorato per molti anni in Alfa Romeo, Ferrari e Iso Rivolta Giotto Bizzarrini decise di mettersi in proprio fondando così nel 1964 la Prototipi Bizzarrini.
L'azienda era stata molto influenzata dallo spirito sportivo delle case dove Giotto aveva lavorato come ingegnere nel corso della sua vita, e soprattutto l'impronta sportiva dei modelli Bizzarrini era stata sicuramente trasmessa dalle sue esperienze con la Scuderia Serenissima e l'ingegnere aerodinamico svizzero Wunibald Kamm.

## Modelli

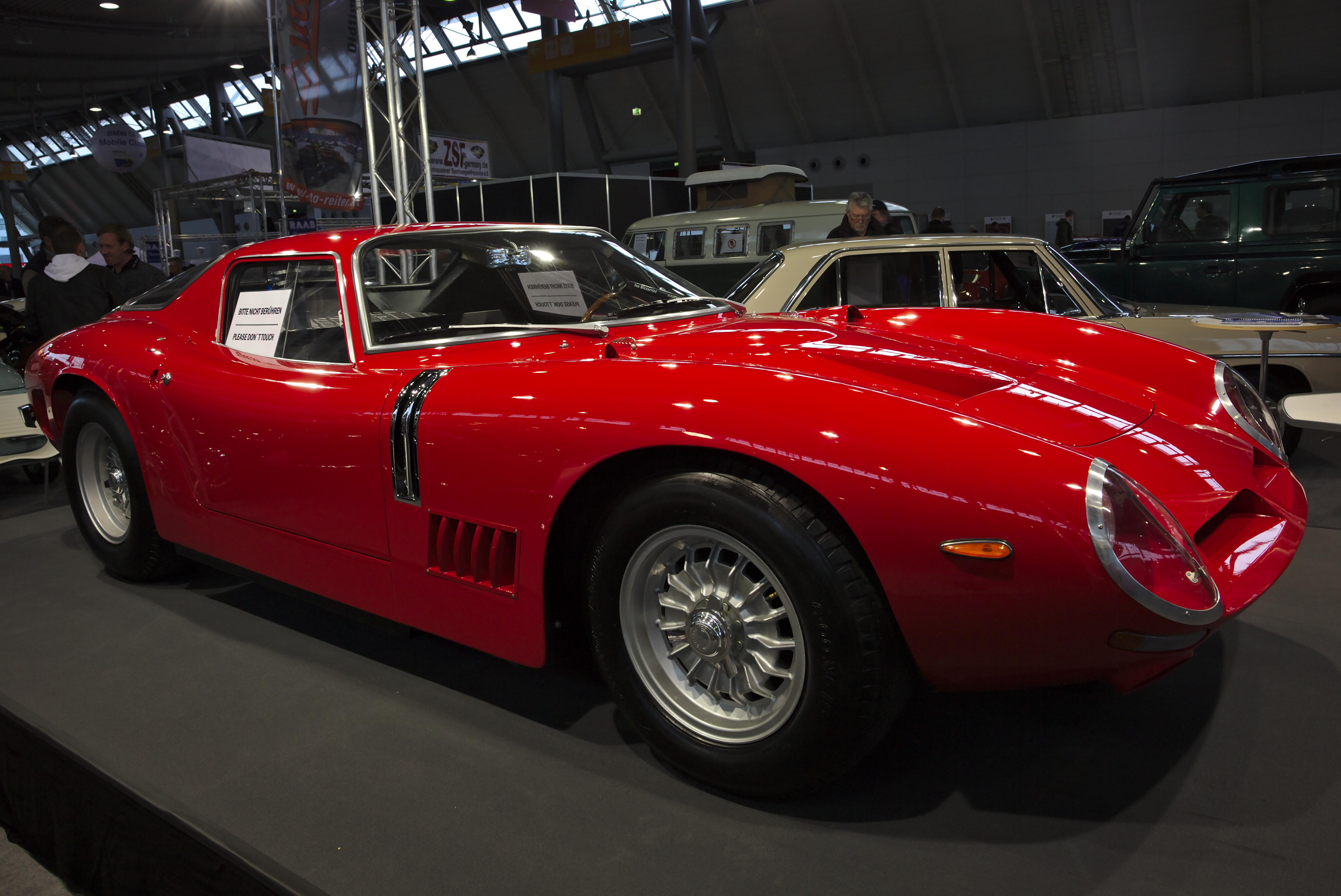
La Grifo A3C

Il primo modello portato avanti indipendentemente fu la versione da competizione della Iso Grifo, ovvero la Grifo A3C; fu proprio per alcuni punti di vista divergenti fra Rivolta e Giotto Bizzarrini riguardo alla produzione di questa vettura che l'ingegnere livornese lascia la Iso per mettersi in proprio. Il modello fu comunque commercializzato mantenendo i riferimenti alla casa produttrice del modello di serie.

### Bizzarrini 5300 GT Strada

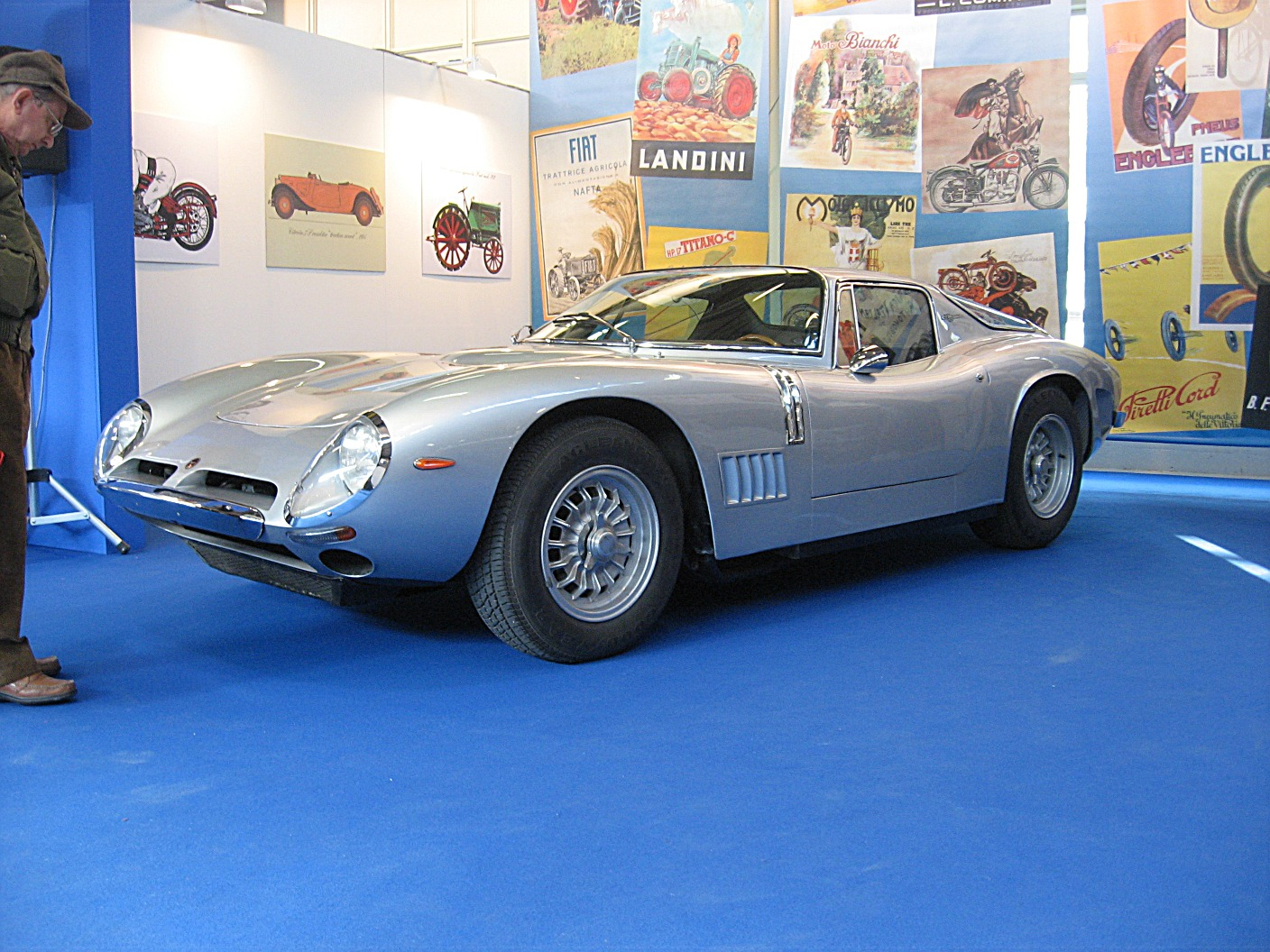
La 5300 GT

Nel 1965, nasce la Bizzarrini 5300 GT Strada prodotta in 133 esemplari fino al 1968 molto ben accolta dalla critica nonostante dovette confrontarsi sul mercato con altre rinomatissime gran turismo dell'epoca, le Ferrari 275 GTB e GTS, la Ferrari 330 GTC e la Ferrari 250 GTO.

### Bizzarrini 1900 GT Europa
Nel 1966 viene presentata una vettura sportiva di cilindrata inferiore, la Bizzarrini GT Europa equipaggiata con il motore della Opel Rekord da 1700 cm³, questo modello, realizzato in collaborazione con la General Motors sul progetto Opel 1900, che diede vita anche alla sorella Opel GT uscita qualche tempo dopo. Al progetto Opel la GM decise di prendere le distanze dall'azienda italiana affidando il progetto alle carrozzerie Chausson e Brissoneau&Lotz, così la collaborazione rimase solamente nella condivisione del pianale, ma le due vetture furono prodotte indipendentemente e con tempi di vita e produzione molto diversi.
Bizzarrini decise di portare avanti indipendentemente il proprio progetto che venne denominato definitivamente Bizzarrini 1900 GT Europa e venne prodotta in 17 esemplari, senza una vera e propria produzione in serie, difatti le vetture prodotte erano perlopiù dei prototipi che presentavano diverse caratteristiche le une dalle altre. Alcune montavano motori 4 cilindri 1600 cm³ altre 1900 cm³ provenienti da diverse case automobilistiche come Alfa Romeo, Fiat e General Motors. Uno dei 17 modelli è stato realizzato con una carrozzeria di tipo barchetta

### Bizzarrini P538S

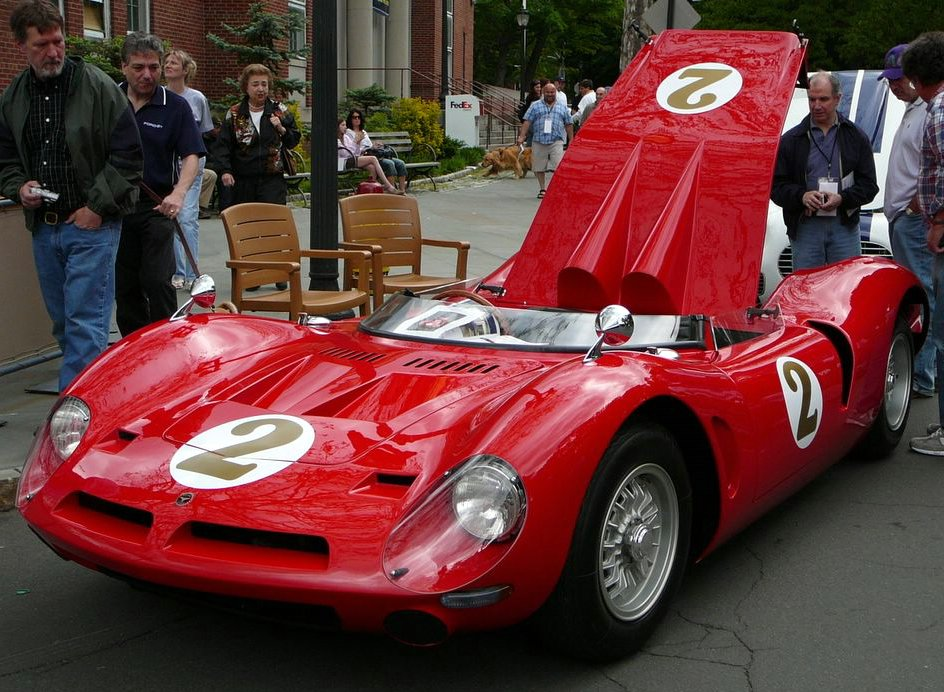
La P538S

Nel 1966 nasce la Bizzarrini P538S, la sigla sta a significare le caratteristiche tecniche della vetture, dove P sta per l'installazione del motore al posteriore, 53 si riferisce al motore 5300 cm³ di origine Corvette, 8 sono i cilindri del motore V8 e S sta per Sportscar. 2 vetture, iscritte ufficialmente dalla casa, parteciparono in quell'anno alla 24 ore di Le Mans con scarsa fortuna, dovendosi ritirare dopo pochi giri. Sempre nel 1966 una delle P538 (telaio numero 001) fu motorizzata con un V12 di origine Lamborghini, ulteriormente potenziato, su richiesta del cliente statunitense che l'aveva ordinata per partecipare alle gare dello Sports Car Club of America, dalle quali fu bandita per manifesta superiorità.. Un altro esemplare con motore Lamborghini V12 4 litri (telaio numero 002) fu assemblato nel 1967 su un telaio rimasto inutilizzato, allo scopo di iscriverlo alla 24 Ore di Le Mans 1968, a cui non poté partecipare per la riduzione a 3 litri della cilindrata massima ammissibile per le vetture "prototipo"

## Storia del marchio
Nel 1969 l'azienda dovette chiudere l'attività, ma alcune vicende accompagnano il marchio fino ai giorni nostri. Il marchio oggi è di proprietà di Giovanni Mariani.

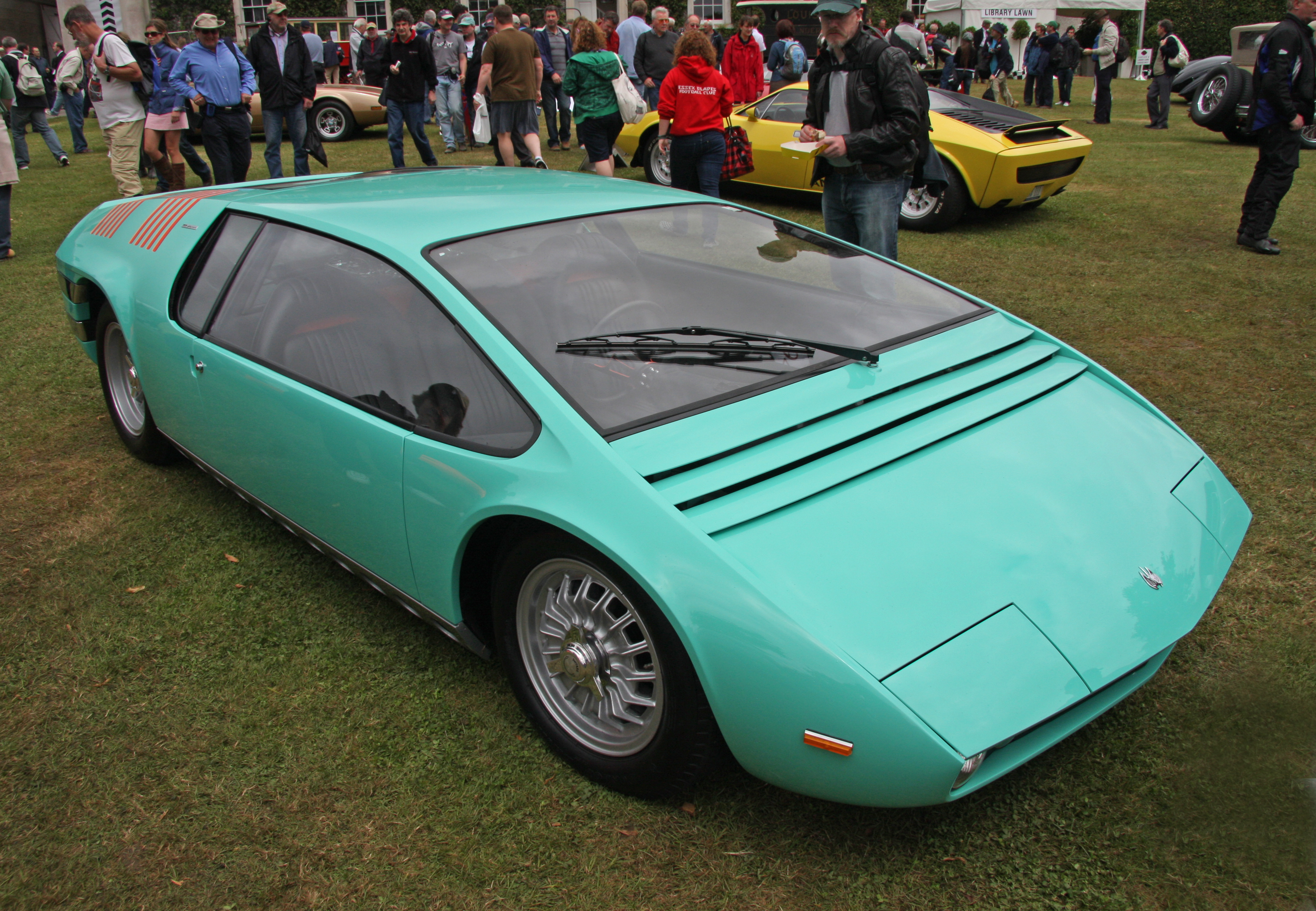
Il prototipo Manta

Uno tra i prototipi maggiormente conosciuti è stata la Bizzarrini Manta che rappresenta anche la prima realizzazione di Giorgetto Giugiaro dopo il suo divorzio da Bertone e la creazione della sua nuova società Italdesign.
Ci sono stati molti modelli che hanno accompagnato il marchio fino ai giorni nostri. 
Nel 1990 infatti, il marchio Bizzarrini fu coinvolto in una concept car estrema con carrozzeria tutta in fibra di carbonio basata sulla Ferrari Testarossa, ovvero la Bizzarrini BZ-2001. L’auto è stata presentata per la prima volta al pubblico a Pebble Beach nel 1993. Era prevista una produzione in serie limitata della vettura ma a causa del mancato sostegno economico di alcuni finanziatori, l’auto prodotta è rimasta l’unico esemplare al mondo.
Un anno prima invece, nel 1989, un gruppo di conoscenti di Ascoli Piceno, con una forte passione per gli sport motoristici, ha avuto l'idea di costituire una società che costruisse "copie" delle vetture prodotte in passato dall'azienda toscana. Durante il loro primo incontro con Bizzarrini però quest'ultimo ha rifiutato di sostenere il progetto. Tuttavia, si diede alla luce una proposta alternativa: La Picchio Barchetta, una vettura sportiva alimentata da un motore BMW. La vettura riscosse un discreto successo nel diversi campionati nazionali, soprattutto nelle cronoscalate.
Nel 1998 inizia un progetto frutto di una collaborazione fra la Bizzarrini e Leone Martellucci dell'Università La Sapienza di Roma. Il prototipo Kjara venne esposta al Salone dell'automobile di Torino nel 2000, si trattava di una vettura ibrida spinta da un propulsore 2.5 litri TurboDiesel di origine FIAT e un motore elettrico da 40 kW (54 CV).
Il marchio Bizzarrini è poi passato alla VGM Motors, azienda italiana fondata dal proprietario dei diritti del marchio: Giovanni Mariani con dei soci operanti nel settore immobiliare. Proprio sotto il nome Bizzarrini, era stata presentata una motocicletta supermotard due cilindri, 654 cm³, 86 cavalli a 10.000 giri, telaio a traliccio, e una autovettura sportiva, la Bizzarrini Ghepardo. Nel 2011 l'azienda è però registrata presso il tribunale di Pavia tra quelle in procedura di liquidazione